# Золочівська гімназія

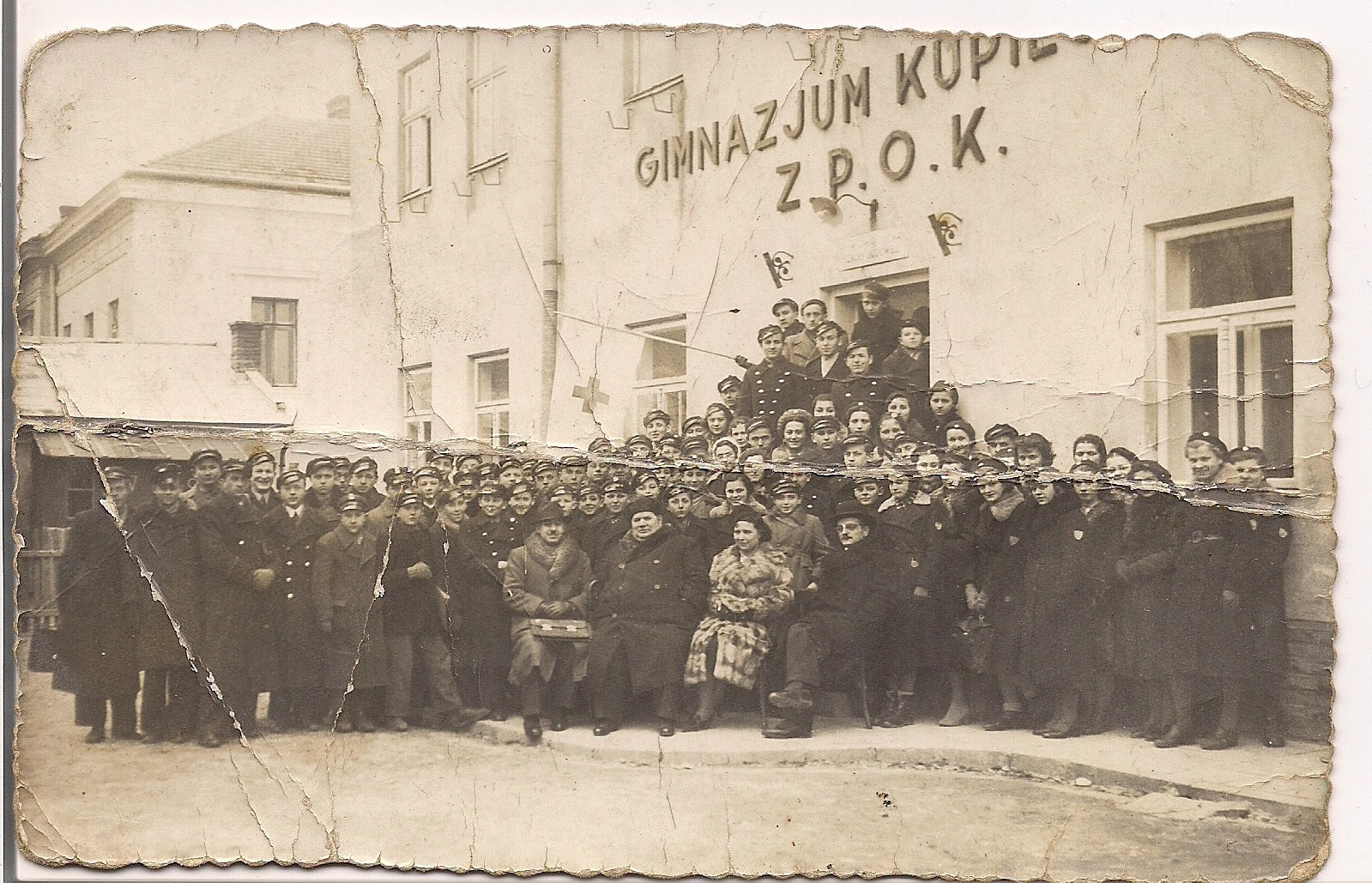
Гімназія в Золочеві, 3 березня 1939.

Золочівська гімназія — українська класична приватна  гімназія XX століття у Золочеві. 

## Історія
Організацією приватних українських шкіл в Галичині у період XX століття займалось УПТ Українське Педагогічне Товариство, яке в березні 1920 р. отримало права управління фаховими, приватними, загальноосвітніми (середніми) і народними школами.
В 1921 р. було створено гімназію на чолі з  директором  Левом Редкевичем. 
В звітах з візитації гімназія офіційно називається "Приватна клясична коедукаційна гімназія Українського Педагогічного Товариства з українською мовою навчання".
Гімназія була платною і мала конкурс на вступ, базою майбутніх гімназистів були учні Народної школи ім. М. Шашкевича.
Перебувала у приміщенні дяківської бурси на валах і помешканні, яке займав одноповерховий церковний дім М. Хмільовський.  
В 1931 р. за сприяння управління товариства «Рідна Школа» гімназія переїхала у трьохповерхове приміщення біля церкви Св. Воскресіння на вул. Даниловича (в даний час вул. Героїв Небесної Сотні).
Під час Другої світової війни будівля гімназії була зруйнована через влучання авіабомби.

## Педагоги закладу
Перший директор — Лев Редкевич, викладач української, латинської, грецької мов — Домбровський Володимир Гнатович.

## Відомі випускники
- Кук Василь Степанович,
- Безпалько Осип Миколайович
- Тадей Степанович Залеський
- Кіт-Війтенко Ілля Павлович

## У літературі
Згадується у книзі  Аліни Понипаляк "Останній командир УПА".